# Pseudodiphascon inflexum
Genre
Espèce
Synonymes
- Macrobiotus inflexus Arcidiacono, 1964

Pseudodiphascon inflexum, unique représentant du genre Pseudodiphascon, est une espèce de tardigrades de la famille des Macrobiotidae. 

## Distribution
Cette espèce est endémique de Sicile en Italie. Elle se rencontre dans les monts Nébrodes.

## Publications originales
- Arcidiacono, 1964 : Secondo contributo alla conoscenza dei Tardigradi dei Monti Nebrodi. Bollettino delle sedute accademia Gioenia di scienze naturali. Catania, sér. IV, vol. VIII, no 3, p. 187-203.
- Ramazzotti, 1965 : Il phylum Tardigrada (1o supplemento). Memorie dell'Istituto italiano di idrobiologia Dott. Marco De Marchi, vol. 19, p. 101-212.